# Lisa-Marie Fragge
Lisa-Marie Fragge (* 15. Dezember 1999 in Cloppenburg) ist eine deutsche Handballspielerin.

## Karriere
Lisa-Marie Fragge spielte ab ihrem fünften Lebensjahr Handball bei dem BV Garrel. Im Jahr 2015 wechselte sie in die B-Jugend des VfL Oldenburg.
In ihrer ersten Saison qualifizierte sie sich mit der B-Jugend für die Teilnahme an den Deutschen Meisterschaften. Im Folgejahr folgte mit der A-Jugend der Einzug ins Final 4 der deutschen Meisterschaft.
Im September 2017 bestritt Fragge beim Auswärtsspiel in Blomberg ihr Debüt in der Bundesliga.
Mit dem VfL Oldenburg gewann sie 2018 den DHB-Pokal. Im Sommer 2021 kehrte sie zum BV Garrel zurück. Ein Jahr später legte sie aus beruflichen Gründen eine Pause ein. Ab 2023 lief sie für die zweite Mannschaft des VfL Oldenburg an. Später rückte sie wieder in den Kader der Erstligamannschaft.